# Савинська лісова дача

Сави́нська Лісова́ Да́ча — ландшафтний заказник місцевого значення в Україні. Об'єкт природно-заповідного фонду Харківської області.
Розташований на території Ізюмського (колишній Балаклійського) району Харківської області, між смт Савинці та селом Вільхуватка. На лівому березі Сіверського Дінця.
Площа 1711 га. Статус присвоєно згідно з розпорядженням облдержадміністрації від 29.05.1996 року № 581. Перебуває у віданні ДП «Балаклійське лісове господарство» (Савинське лісництво, кв.31—40, 42—63).
Статус присвоєно для збереження лісового масиву на лівобережжі річки Сіверський Донець. Ландшафт представлений піщаною терасою та заплавою, на яких зростають сосновий ліс, заплавні діброви, вільшняки, осокірниками, є багато стариць, озер, лук і боліт. Зростає 5 видів рослин, занесених до Червоної книги України.
Під час окупації російськими військами у 2022 році території Ізюмського району ландшафтний заказник дуже постраждав. Більшість території лісу згоріла, через що втрачено багато червонокнижних тварин і рослин. Порушена ціла екосистема лівобережжя Сіверського Дінця.